# Província de Segòvia
Segòvia és una província espanyola, amb capital a la ciutat homònima i adscrita ala comunitat autònoma de Castella i Lleó (anteriorment a Castella la Vella). Té 155.015 habitants, i és compresa entre sis províncies de Castella i Lleó (d'est a oest, províncies de Sòria, de Burgos, de Valladolid, i d'Àvila), i pel sud-est amb la Comunitat de Madrid.
Els seus principals nuclis de població són: Segòvia, Cuéllar, San Ildefonso, San Rafael, El Espinar, Sepúlveda, Ayllón, etc. Es tracta d'una província molt despoblada, amb una densitat demogràfica molt baixa, i la seua economia en l'actualitat es fonamenta en els sectors de serveis i primari (ramaderia porquina).
El seu clima és continental, amb hiverns llargs, secs i freds, i estius calorosos però curts. Compta amb importants recursos culturals. Les seues comunicacions són acceptables, tenint actualment la línia de l'AVE que uneix Madrid amb Valladolid a través de Segòvia. En la seua història recent hi hagué moviments polítics que demanaven l'atorgament d'una autonomia uniprovincial de Segòvia.